# Каролина Бранденбург-Ансбахская
Вильгельми́на Шарло́тта Кароли́на Бранденбу́рг-Ансба́хская (нем. Wilhelmina Charlotte Caroline von Brandenburg-Ansbach; 1 марта 1683, Ансбах — 20 ноября (1 декабря) 1737 года, Лондон) — принцесса Бранденбург-Ансбахская; супруга Георга II, королева Великобритании и Ирландии и курфюрстина Ганновера.
Каролина принадлежала к одной из ветвей дома Гогенцоллернов и была дочерью правителя небольшого германского княжества Ансбах. Рано осиротевшая девочка оказалась при просвещённом дворе опекунов — будущих короля и королевы Пруссии Фридриха I и Софии Шарлотты Ганноверской. При дворе Софии Шарлотты образованию принцессы стало уделяться больше внимания; здесь же Каролина переняла либеральные взгляды своей наставницы, которые отразились и на дальнейшей жизни принцессы.
Благодаря уму и прекрасной внешности, Каролина стала востребованной невестой. Отклонив предложение номинального короля Испании эрцгерцога Карла Австрийского, она вышла замуж за Георга Августа, наследника курфюрста Ганновера, занимавшего также третье место в линии наследования британского трона. В семье родилось девять детей, семеро из которых достигли зрелого возраста.
Каролина переехала в Великобританию, когда её муж стал принцем Уэльским. Вскоре после этого между Георгом Августом и его отцом началось политическое противостояние, в котором Каролина поддерживала мужа. В 1717 году после семейной ссоры Каролина и Георг Август были вынуждены покинуть двор. Принцесса сблизилась с Робертом Уолполом, оппозиционным политиком и бывшим правительственным министром, которого позднее, когда муж Каролины взошёл на трон, даже называли министром королевы. Каролина была известна своим политическим влиянием, оказываемым как на самого Уолпола, так и через него.
Каролина стала королевой и курфюрстиной после смерти свёкра в 1727 году. Старший сын королевы стал принцем Уэльским и оказался в центре внимания оппозиции также, как когда-то его отец, из-за чего отношения Каролины с сыном оказались натянутыми. Именно Каролине приписывается укрепление Ганноверской династии в Великобритании в период политической нестабильности. Королева была уважаема в семье и обществе, вследствие чего её смерть в 1737 году опечалила многих, в том числе самого короля, отказавшегося от повторного брака.

## Детство
Каролина родилась 1 марта 1683 года в Ансбахе в семье Иоганна Фридриха, маркграфа Бранденбург-Ансбахского, и его второй жены, принцессы Элеоноры Саксен-Эйзенахской. Когда Каролине было три года, её отец умер от оспы и главой княжества стал несовершеннолетний сын Иоганна Фридриха от первого брака Кристиан Альбрехт, от имени которого правил регент. Отношения Элеоноры с пасынком не складывались с самого начала, и потому Элеонора вместе с Каролиной и Вильгельмом Фридрихом сначала переехала в Крайльсхайм, где проживала в стеснённых условиях, а затем в одиночестве вернулась в родной Эйзенах. Дети Элеоноры были отправлены в Берлин, где некоторое время воспитывались вместе с курпринцем Бранденбурга Фридрихом Вильгельмом.
В апреле 1692 года мать Каролины вышла замуж за курфюрста Саксонии Иоганна Георга IV и вместе с детьми переехала в Дрезден, где располагался саксонский двор. Брак был заключён по настоянию главы дома Гогенцоллернов Фридриха III, который таким образом хотел закрепить союз с Саксонией. Брак оказался неудачным: у Иоганна Георга IV ещё с юношеских лет была любовница Магдалена Сибилла фон Найтшутц, с которой он продолжал отношения и после свадьбы с Элеонорой; к тому же Элеонора перенесла два выкидыша, в августе 1692 года и феврале 1693 года, и ложную беременность в декабре 1693 года. В марте 1693 года при дворе распространились слухи, что Элеонора не является законной женой Иоганна Георга, поскольку на момент заключения брака с ней он уже был женат; был даже обнаружен документ, подтверждавший заключение брачного контракта между курфюрстом Саксонии и Магдаленой Сибиллой, однако сам Иоганн Георг заявил, что не рассматривает этот договор как официальный брак и что он был призван только узаконить его потомство. Тем не менее, все годы брака Иоганн Георг отчаянно жаждал узаконить отношения со своей любовницей и пытался избавиться от жены и её детей; опасаясь за свою жизнь и жизни Каролины и Вильгельма Фридриха, Элеонора покинула двор и поселилась в Прече.
В 1694 году Иоганн Георг IV умер, как полагали придворные, заразившись оспой от Магдалены Сибиллы; курфюрстом Саксонии стал его брат, Фридрих Август. Он позволил Элеоноре с детьми остаться в Саксонии, и там она провела ещё два года, вплоть до своей смерти в 1696 году. Осиротевшие Каролина и Вильгельм Фридрих собирались вернуться в Ансбах ко двору их старшего единокровного брата Георга Фридриха II, который стал маркграфом Бранденбург-Ансбаха после смерти Кристиана Альбрехта в 1692 году. Георг Фридрих, также как и его предшественник, был несовершеннолетним и потому в княжестве правил регент, который был мало заинтересован в воспитании девочки. Каролина отправилась в берлинский Шарлоттенбург под опеку Фридриха, курфюрста Бранденбурга, и его жены Софии Шарлотты, которая была дружна с матерью Каролины.

### Образование
Фридрих и София Шарлотта стали королём и королевой Пруссии в 1701 году. Королева, которая была дочерью вдовствующей курфюрстины Ганновера Софии и сестрой курфюрста Ганновера Георга, была известна своим умом и сильным характером, и её либеральный двор привлёк множество учёных, включая философа Лейбница. Каролина оказалась в живой интеллектуальной среде, отличавшейся от всего, что встречалось ей ранее. До того, как она стала обучаться под присмотром Софии Шарлотты, Каролина имела лишь малую долю формального образования, что отразилось на её почерке, остававшимся плохим всю жизнь. По настоянию Софии Шарлотты девочку обучили нескольким языкам, включая английский, однако всю дальнейшую жизнь Каролина предпочитала вести переписку на французском. Благодаря своему природному уму, Каролина со временем превратилась в способную ученицу. От отца принцесса унаследовала тягу к знаниям и любовь к чтению.
Между Каролиной и её опекуншей возникли настолько близкие отношения, что София Шарлотта, у которой были только сыновья, стала воспринимать принцессу скорее как дочь, нежели воспитанницу; когда однажды Каролина отправилась навестить брата в Ансбахе, что случалось время от времени, королева заявила, что Литценбург превратился в «пустыню» без неё.

## Брак

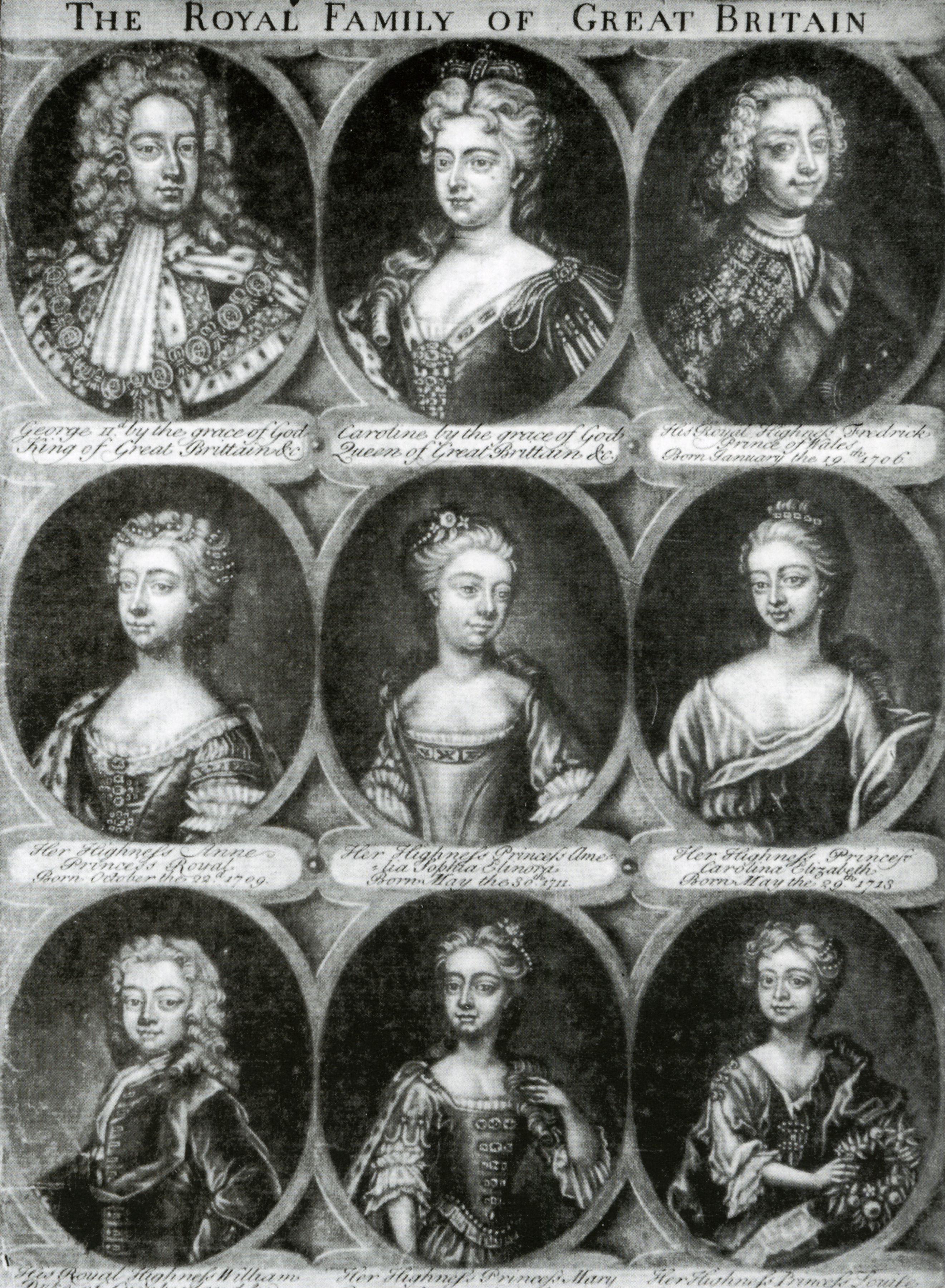
Королевская чета с детьми, пережившими младенчество.

Каролина, отличавшаяся умом и красотой, оказалась желанной невестой. Вдовствующая курфюрстина Ганновера София считала её «самой приятной принцессой в Германии». Одним из первых претендентов на руку Каролины стал Фридрих II, герцог Саксен-Гота-Альтенбургский, чья дочь, Августа, позднее станет женой старшего сына Каролины. Другими известными кандидатами в мужья принцессы стали император Иосиф I и его младший брат эрцгерцог Карл, а также шведский король Карл XII. Эрцгерцог Карл сделал ей официальное предложение в 1703 году и был поддержан прусским королём. В следующем году, после некоторых раздумий, Каролина дала Карлу отказ, мотивируя его тем, что не готова перейти из лютеранства в католичество. Остальные претенденты были отвергнуты по той же причине. София Шарлотта рассматривала возможность брака Каролины с её сыном Фридрихом Вильгельмом, однако быстро отказалась от этой затеи, поскольку считала, что её неотёсанный сын явно не пара образованной Каролине. В начале 1705 года королева София Шарлотта умерла во время визита в родной Ганновер. Каролина была опустошена и писала Лейбницу: «Беда поразила меня вместе с горем и болезнью, и только надежда, что скоро я могу последовать за ней, утешает меня».
В июне 1705 года племянник Софии Шарлотты, Георг Август, с подачи её матери посетил инкогнито Ансбах, где после смерти Софии Шарлотты обосновалась Каролина; целью визита было личное знакомство с принцессой, поскольку отец Георга Августа не желал женить сына по договорённости и без любви, как это было с ним самим. Три дяди Георга Августа так и остались бездетными и потому сам курпринц испытывал давление со стороны отца, беспокоившегося о судьбе династии. До Георга также дошли слухи о «несравненной красоте и уме» принцессы. Ему пришёлся по душе «хороший характер» Каролины и британский посланник сообщал, что Георг Август «не может ни о ком больше думать, кроме неё». Со своей стороны, Каролина сразу же узнала в замаскированном принце Георга и посчитала его весьма привлекательным. На тот момент Георг был наследником курфюрста Ганновера и третьим в линии наследования британского трона после бабушки и отца.
22 августа 1705 года Каролина прибыла в Ганновер, где тем же вечером в дворцовой капелле Херренхаузена вышла замуж за Георга Августа. В мае следующего года принцесса уже была беременна: первенец пары, Фредерик Луис, появился на свет 20 января 1707 года. В июле того же года Каролина тяжело заболела, вначале заразившись оспой, а затем переболев пневмонией. Фредерика оградили от общения с матерью, но сам Георг Август оставался при жене, заботился о ней и, вследствие чего, сам заразился оспой. В течение следующих семи лет Каролина родила ещё троих детей — Анну, Амелию и Каролину; все они родились в Ганновере.

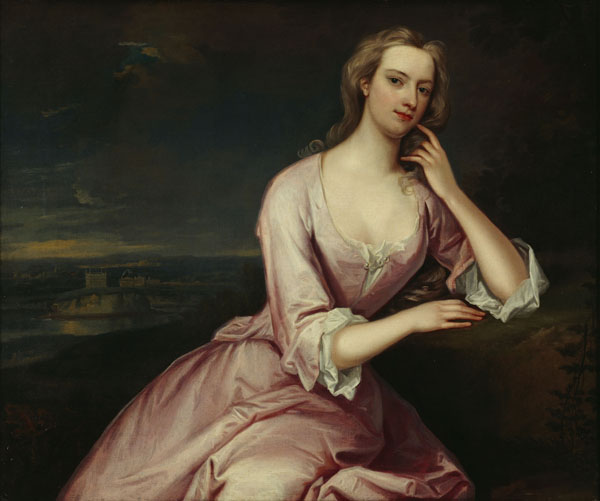
Генриетта Говард, графиня Саффолк — одна из Дама опочивальни Каролины и одна из любовниц Георга Августа

Брак Каролины и Георга Августа был успешен и строился на любви; несмотря на это, принц продолжал посещать любовниц, как было принято в то время. Каролина была в курсе похождений мужа, поскольку его фаворитки были неизменно известны при дворе и сам Георг предпочитал не утаивать этого от жены. Двумя самыми известными любовницами Георга Августа были Генриетта Говард, позже графиня Саффолк, и Амалия София фон Валлмоден, графиня Ярмут. Говард была дамой опочивальни Каролины и стала правительницей гардеробной, когда её муж унаследовал дворянский титул в 1731 году; впрочем, Генриетта удалилась от двора в 1734 году. Каролина предпочитала, чтобы любовницы мужа происходили из числа её фрейлин, которые, таким образом, всегда оставались у неё на виду. В противоположность своей свекрови и мужу, Каролина славилась супружеской верностью: она никогда не устраивала никаких неловких сцен и не имела любовников.
Права на британский трон Ганноверов всё ещё оставались шаткими, поскольку их оспаривал единокровный брат королевы Анны, Джеймс Стюарт. Анна запретила кому-либо из Ганноверской династии посещать Великобританию при её жизни. Каролина писала Лейбницу: «Несмотря на его излишнюю льстивость, я принимаю ваше сравнения между мной и королевой Елизаветой как доброе знамение. Как и [права] Елизаветы, права курфюрстины на трон оспариваются её ревнивой сестрой [королевой Анной] и она никогда не будет уверена в английской короне, пока сама не окажется на престоле». В июне 1714 года курфюрстина София скончалась на руках у Каролины в возрасте 83 лет; свёкор Каролины стал предполагаемым наследником британской короны. Вскоре умерла королева Анна и курфюрст Ганновера был объявлен её преемником, таким образом став королём Великобритании Георгом I.

## Принцесса Уэльская

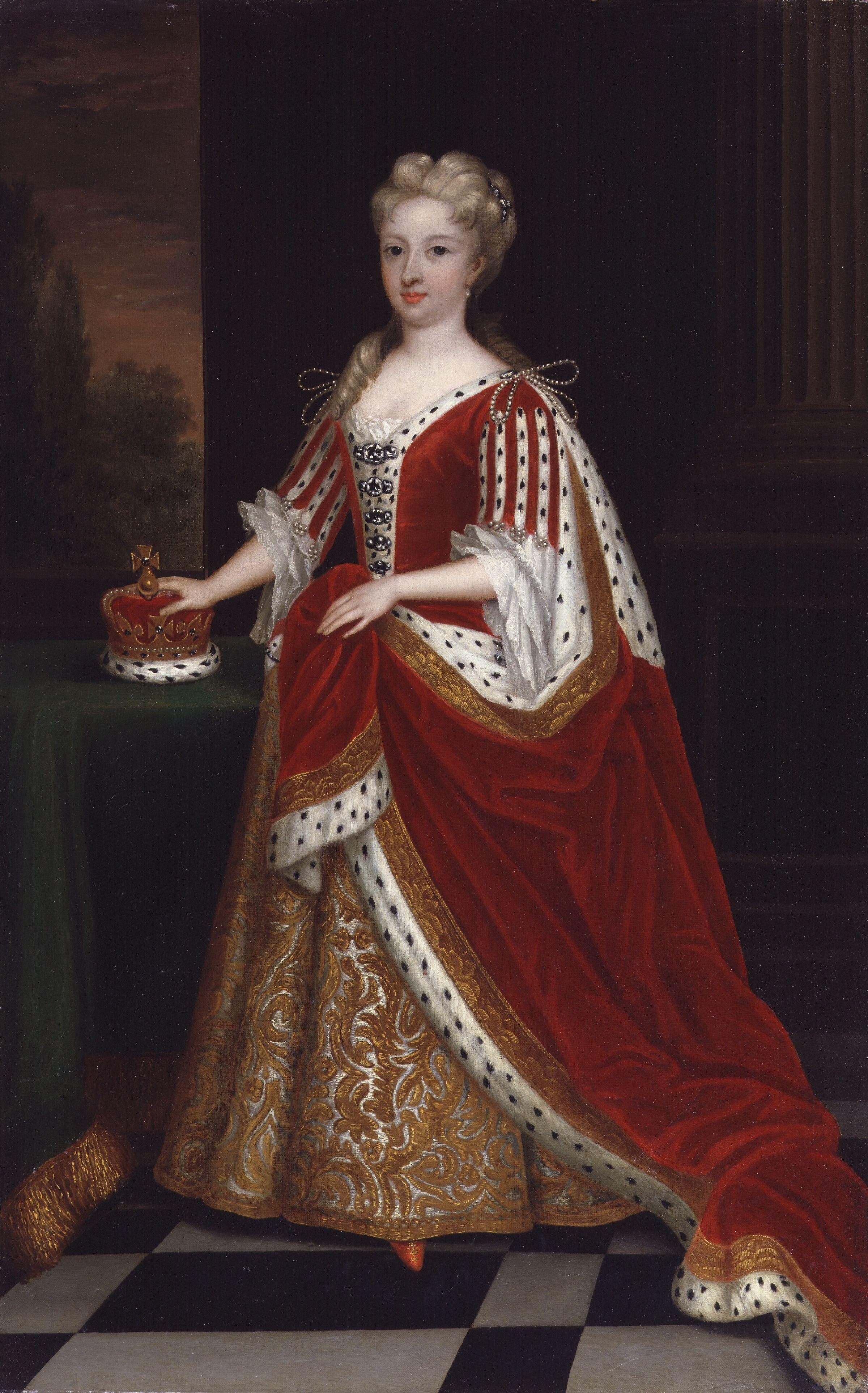
Принцесса Уэльская. Сэр Готфрид Кнеллер, 1716 год

Георг Август отплыл в Великобританию в сентябре 1714 года; Каролина, вместе с двумя дочерьми, отправилась вслед за мужем в октябре. Путешествие через Северное море из Гааги в Маргейт стало единственной в жизни Каролины поездкой по морю. Её сын, принц Фредерик, остался в Ганновере на весь период правления его деда Георга I под руководством частных учителей. В Ганновере по состоянию здоровья некоторое время оставалась и младшая на тот момент дочь принцессы — Каролина.
С восхождением на трон его отца муж Каролины автоматически получил титулы герцога Конуольского и герцога Ротсея. Вскоре после этого он был провозглашён принцем Уэльским; соответственно, Каролина стала принцессой Уэльской. Каролина стала первой принцессой Уэльской, получившей титул одновременно с мужем, и первой принцессой Уэльской вообще за последние 200 лет. Поскольку разрыв между королём Георгом I и его супругой Софией Доротеей произошёл ещё до того, как он стал королём, она не стала королевой-консортом и Каролина стала самой высокопоставленной женщиной королевства. Георг Август и Каролина прилагали максимум усилий, чтобы ассимилироваться в Англии путём получения знаний об английских языке, людях, политике и торговле. Два отдельных двора функционировали с огромным контрастом: двор короля наводнили немецкие аристократы и министры, в то время как двор принца Уэльского притянул к себе английскую знать, находившуюся в немилости короля, и был значительно популярнее в народе. Политическая оппозиция стала постепенно сосредотачиваться вокруг Георга Августа и Каролины.
Через два года пребывания в Великобритании Каролина родила мёртвого сына, что её подруга, графиня Бюккебург, списала на некомпетентность английских врачей; как писала в своём дневнике дама опочивальни Каролины, Мэри Купер: «У неё начались роды, и опасность [её состояния] была усугублена ссорой между её английскими дамами и немецкой акушеркой. Акушерка отказалась прикасаться к принцессе, если она или принц не выступит в её защиту перед английскими Фрау, которые, по её словам… угрожали повесить её, если у принцессы случится выкидыш. Это привело принца в такую ярость, что он поклялся выбросить из окна любого, кто так скажет или сунется не в своё дело». Ссора длилась несколько часов; всё это время Каролине не оказывали помощи и в результате она родила мёртвого ребёнка. Однако уже в следующем году принцесса Уэльская родила сына Георга Уильяма. Во время крещения мальчика в ноябре 1717 года между Георгом Августом и королём разразился скандал из-за выбора крёстных родителей, приведший сначала к заключению пары в Сент-Джеймсском дворце, а затем и вовсе удалению их от двора. Каролине изначально было разрешено остаться с детьми, но принцесса посчитала своим долгом следовать за мужем. Каролина и Георг Август переехали в Лейстер-хаус, тогда как трое их дочерей и маленький сын оставались на попечении короля. Волнение сказалось на здоровье принцессы и во время тайного визита к ней детей, совершённого без согласия короля, она упала в обморок. В январе 1718 года король смилостивился над Каролиной и ей был предоставлен неограниченный доступ к детям. В феврале маленький Георг Уильям заболел и король позволил Георгу Августу вместе с Каролиной навещать сына без каких-либо условий. Когда ребёнок умер, было проведено вскрытие, чтобы доказать, что малыш скончался от болезни (полип на сердце), а не из-за разлуки с матерью. В 1718 году в загородной резиденции пары в Ричмонде у Каролины случился выкидыш. В течение нескольких следующих лет Каролина родила ещё троих детей: Уильяма Августа, Марию и Луизу.

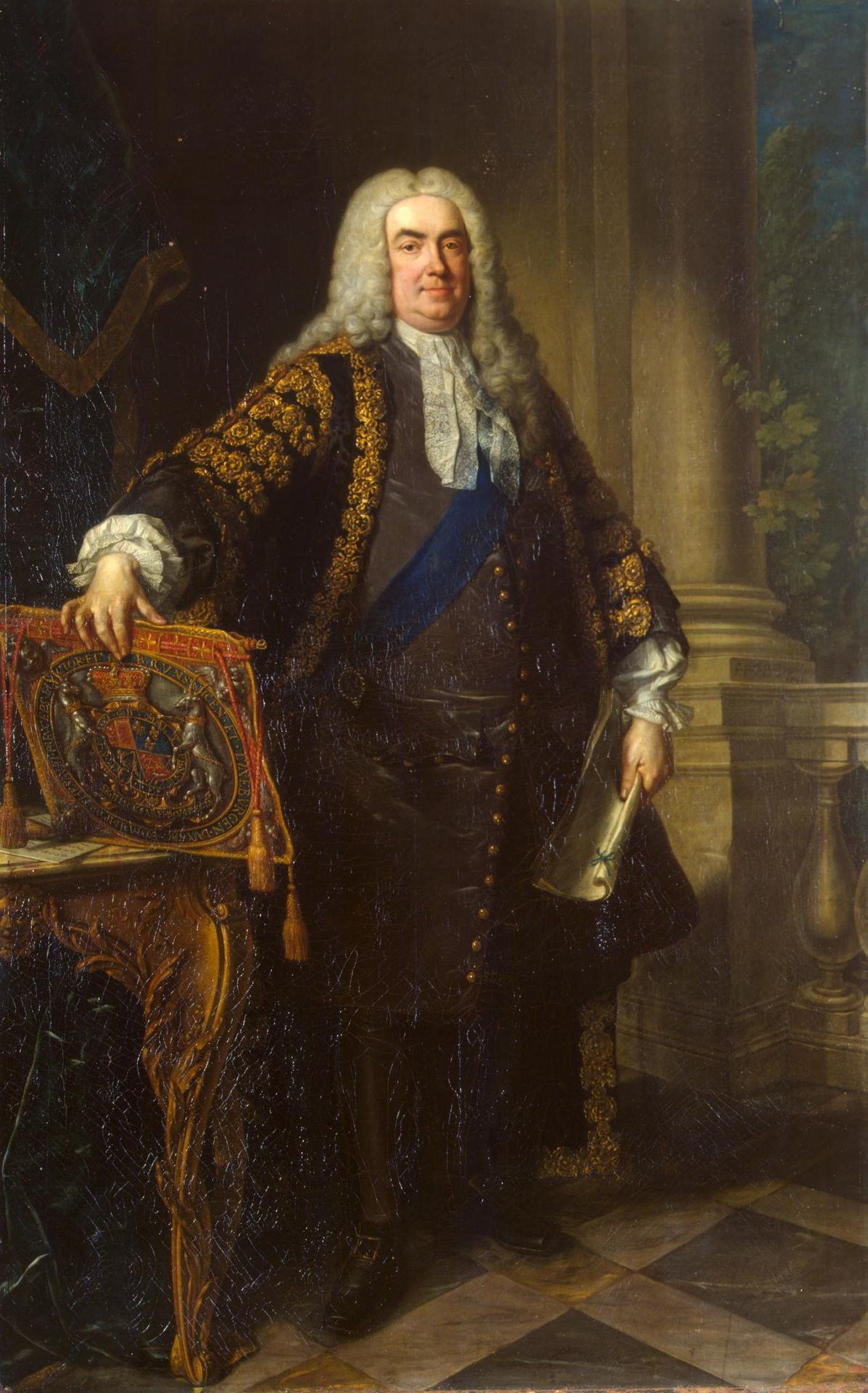
Роберт Уолпол

Лейтсер-хаус постепенно стал местом встреч политических оппонентов министерства. У Каролины завязалась дружба с Робертом Уолполом — бывшим министром в правительстве вигов. В апреле 1720 года оппозиционное крыло партии вигов, которое возглавлял Уолпол, смогло договориться с руководящим крылом, что, как считали Каролина и Уолпол, могло способствовать примирению короля с принцем Уэльским ради общественного единства. Принцесса хотела вернуть троих старших дочерей, находившихся под опекой короля, и считала, что примирение её супруга с отцом приведёт именно к этому, но переговоры провалились, поскольку Георг Август полагал, что примирение было лишь частью плана Уолпола, настоящей целью которого было вернуться во власть. Принц оказался в политической изоляции, когда виги Уолпола вошли в правительство; теперь Лестер-хаус стал скорее оплотом литературных деятелей и учёных, таких как Джон Арбетнот и Джонатан Свифт, нежели политиков. Арбетнот сообщил Свифту, что Каролине понравились «Путешествия Гулливера», особенно сказка про наследного принца, который на одной ноге носил низкий каблук, а на другой высокий, в стране, где король и его партия — «низкокаблучники», а оппозиция — «высококаблучники»: так Свифт намекал на политическую позицию принца Уэльского.
Каролина, которая интеллектуально превосходила супруга, любила читать и создала обширную библиотеку в Сент-Джемсском дворце. Ещё будучи молодой девушкой принцесса вела переписку с Готфридом Лейбницем — интеллектуальным колоссом, который был придворным и доверенным лицом, выполнявшим различные поручения Ганноверского дома. Позже Каролина способствовала переписке Лейбница с Кларком, пожалуй, одной из важнейших дискуссий XVIII века о философии физики. Также принцесса помогла популяризировать практику вариоляции (ранний тип иммунизации против оспы), привезённой Мэри Уортли Монтегю и Чарльзом Мейтландом из Стамбула. По распоряжению Каролины шести осуждённым на смертную казнь преступникам было предложено пройти процедуру в обмен на помилование: все они выжили, как и шестеро сирот, прошедших ту же процедуру в качестве дополнительного теста. Убедившись в медицинской состоятельности метода, Каролина распорядилась вакцинировать троих её детей — Амелию, Каролину и Фредерика. Хваля её поддержку прививания против оспы, Вольтер писал о принцессе: «Надо сказать, что несмотря на все её титулы и короны, эта принцесса была рождена, чтобы быть покровительницей искусств и способствовать благополучию человечества; даже на троне она является доброжелательным философом; и она не теряет возможности продолжать учиться или проявлять щедрость».

## Королева и регент

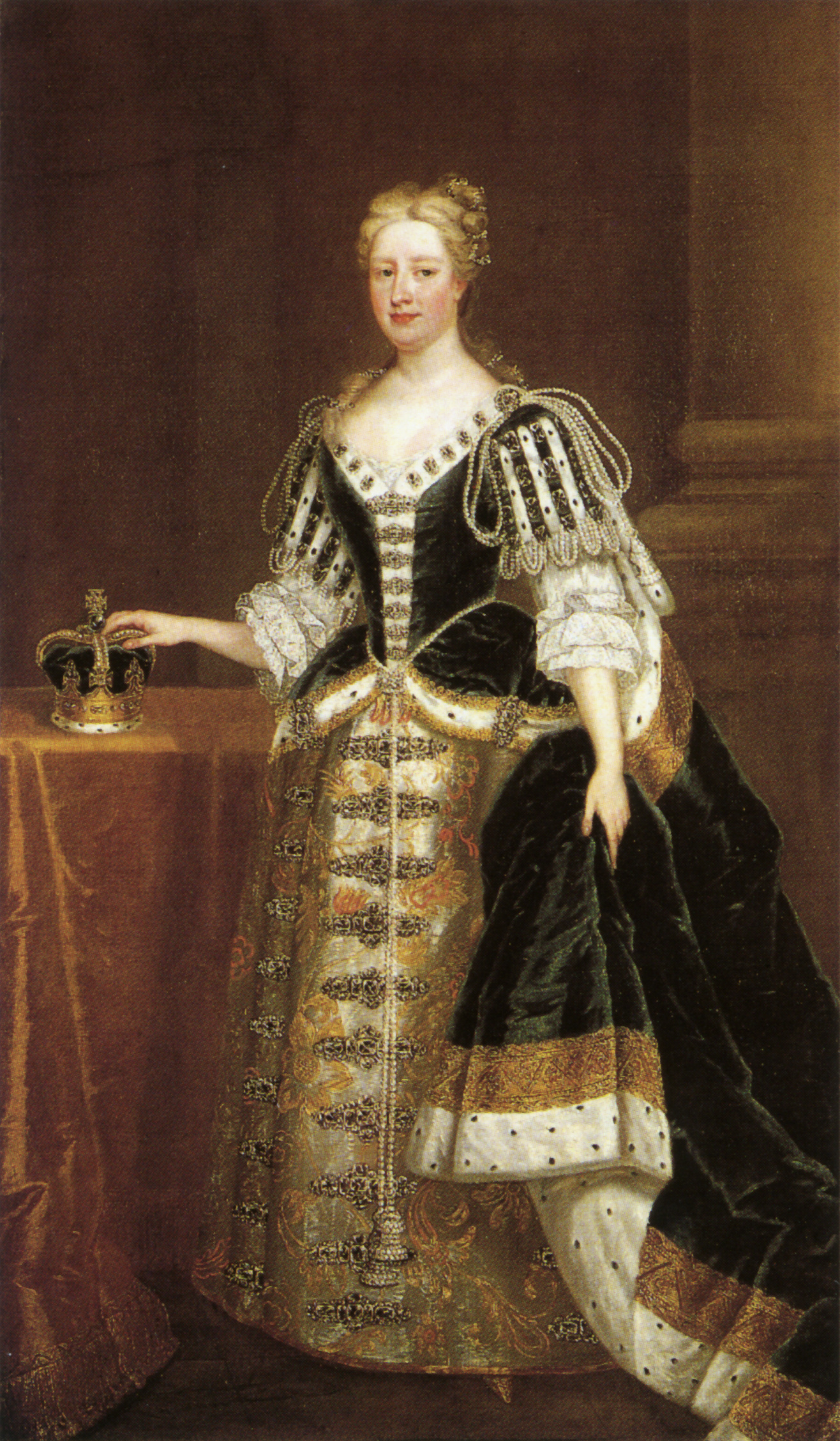
Каролина Ансбахская, королева Великобритании. Чарльз Джервас, 1727 год

После смерти своего отца в 1727 году Георг Август стал королём. Коронация Георга и Каролины состоялась 11 октября 1727 года в Вестминстерском аббатстве. Она стала первой коронованной супругой монарха со времён Анны Датской, коронованной в 1603 году. Хотя Георг II считал Уолпола «жуликом и мошенником» из-за ситуации с примирением с его отцом, Каролина посоветовала мужу сохранить за Уолполом его министерское место. Уолполу подчинялось значительное большинство в парламенте и Георг стоял перед выбором: принять его или рискнуть получить политическую нестабильность. Уолпол обеспечил цивильный лист для ежегодных выплат Каролине, размером в 100 000 фунтов; также королева получила в личное пользование Сомерсет-хаус и Ричмонд-Лодж. Придворный лорд Херви называл Уолпола «министром королевы» в знак признания их тесной дружбы. В течение следующих десяти лет Каролина приобрела огромное влияние. По просьбе Уолпола, Каролина убедила мужа принять его политику, а самого Уолпола отговорила от подстрекательских действий. Каролина впитала либеральные взгляды своей наставницы королевы Софии Шарлотты Прусской и поддержала помилование якобитов, свободу прессы и свободу слова в парламенте.
Следующие несколько лет Каролина вместе с мужем была вынуждена вести постоянную борьбу против собственного сына, Фредерика, принца Уэльского, который был оставлен в Ганновере, когда вся его семья переехала в Великобританию. Он присоединился к родителям в 1728 году, когда уже был взрослым и имел любовниц и много долгов, увлекался азартными играми и розыгрышами. Он выступал против политики отца и жаловался на отсутствие влияния Георга в парламенте. В период нахождения короля в Ганновере в течение пяти месяцев с мая по октябрь 1729 года, согласно регентскому акту от 1728 года, регентом становилась Каролина, а не принц Уэльский. В ходе её регентства дипломатический инцидент с Португалией (о наложении эмбарго на британский корабль на реке Тежу) был разрешён, также были завершены переговоры по Севильскому договору между Великобританией, Францией и Испанией, положившему конец англо-испанской войне. С мая 1732 года Каролина вновь была регентом во время четырёхмесячного нахождения её мужа в Ганновере. В этот период при расследовании внутри уголовно-исполнительной системы были обнаружены многочисленные нарушения, в числе которых были жестокое обращение и заговоры с целью бегства состоятельных заключённых. Каролина неоднократно указывала Уолполу на необходимость реформ и пересмотра уголовного кодекса, однако успеха не добилась. В марте 1733 года Уолпол представил на рассмотрение парламента непопулярный акцизный билль, который поддержала королева, но билль собрал настолько сильную оппозицию, что Каролине пришлось отступить.
Британская жизнь Каролины проходила по большей части на юго-востоке Англии или в Лондоне и его предместьях. Будучи королевой, она продолжала окружать себя художниками, писателями и учёными. Она собирала украшения, в частности камеи и геммы, приобретала важные портреты и миниатюры, и наслаждалась изобразительным искусством. Она заказывала работы, такие как терракотовые бюсты королей и королев Англии Джона Майкла Райсбрака, и руководила работами Уильяма Кента и Чарльза Бриджмена по созданию более естественных королевских садов. В 1728 году Каролина вновь открыла миру наброски Леонардо да Винчи и Ганса Гольбейна-младшего, хранившиеся в ящике стола со времён правления Вильгельма III Оранского.
Старшая дочь королевы, Анна, в 1734 году вышла замуж за Вильгельма IV Оранского и переехала с мужем в Нидерланды. Каролина писала дочери, что она «неописуемо» грустит из-за расставания с ней. Вскоре Анна затосковала по дому и в отсутствие мужа уехала к родителям. Однако, муж и отец вернули принцессу обратно в Нидерланды.

## Последние годы и смерть

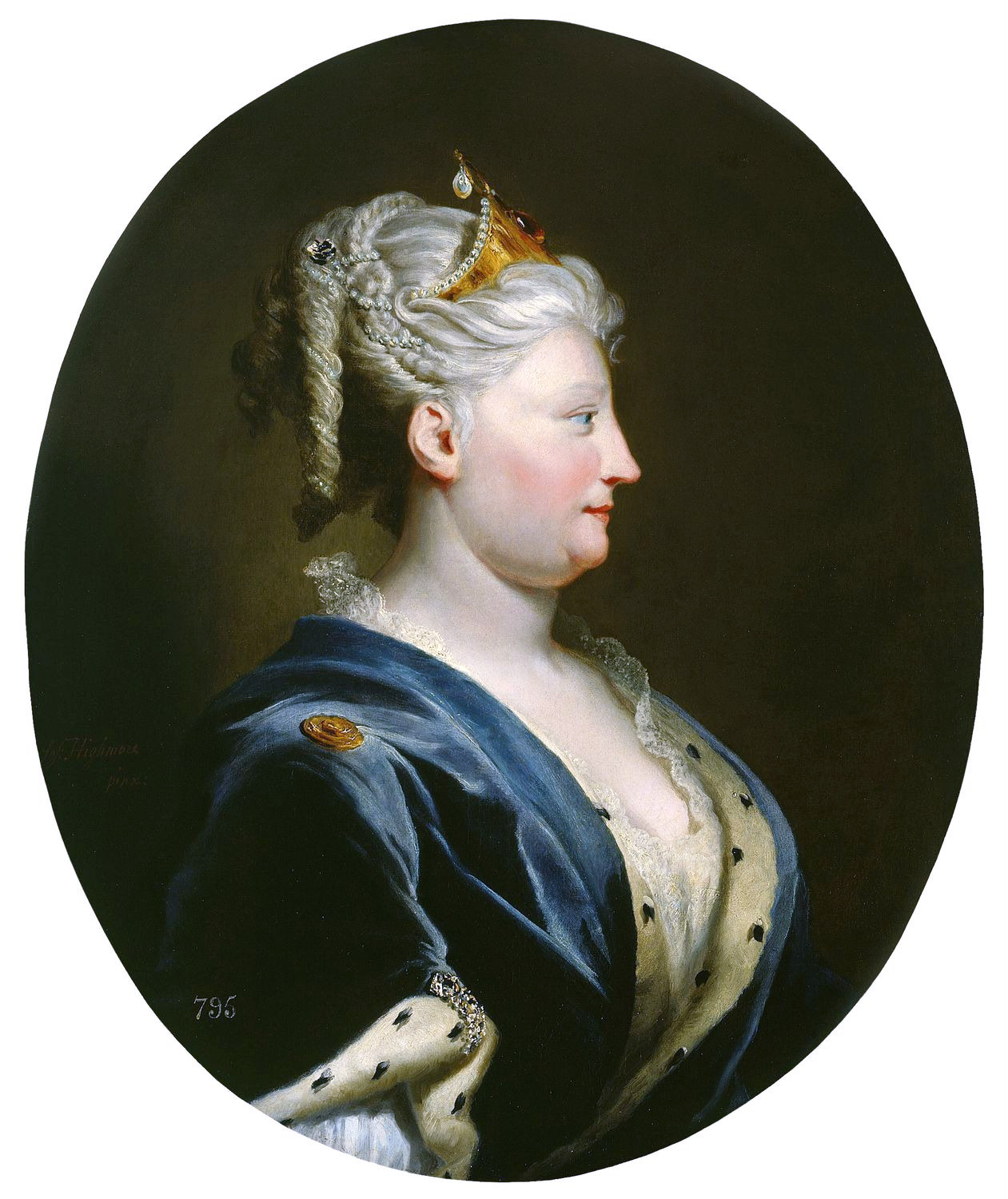
Портрет кисти Джозефа Хаймора, 1735 год

В середине 1735 года принц Фредерик вновь оказался не у дел, когда Каролина стала регентом на время очередного нахождения мужа в Ганновере. Годом позже король и королева устроили брак Фредерика: в жёны ему была выбрана Августа Саксен-Готская, младшая дочь Фридриха II Саксен-Гота-Альтенбургского и Магдалены Августы Ангальт-Цербстской. Вскоре после свадьбы Георг вновь отправился в Ганновер, а Каролина стала «защитницей королевства». Как регент Каролина рассматривала помилование капитана Джона Портьюса, признанного виновным в убийстве в Эдинбурге, за которым последовали крупные беспорядки. Но прежде, чем королева приняла решение, толпа штурмом взяла тюрьму, где он содержался, и убила заключённого. Каролина была в ужасе. Отсутствие короля в стране привело к снижению его популярности и в конце 1736 года Георг решил вернуться, но его корабль попал в плохую погоду и пошли слухи, что король пропал в море. Каролина была подавлена и испытывала отвращение к бесчувственности сына, который закатил грандиозный пир, пока от его отца не было никаких вестей. Во время регентства королевы принц Уэльский пытался несколько раз развязать скандал с матерью, в которой он видел успешного представителя раздражавшего его короля. Георг, в конце концов, вернулся в январе 1737 года.
Фредерик обратился к парламенту с требованием увеличить его денежное содержание, в чём ему ранее отказал король и что вбило новый клин разногласий между сыном и родителями. По совету Уолпола требование Фредерика было частично удовлетворено с целью погасить конфликт. В июне 1737 года Фредерик уведомил родителей, что Августа беременна и должна родить в октябре; в действительности же срок наступал гораздо раньше и в конце июля, когда у Августы начались роды, Фредерик под покровом ночи перевёз жену из королевской резиденции с тем, чтобы ни король, ни королева не смогли присутствовать при родах. Георг и Каролина были оскорблены поведением сына. Традиционно свидетелями королевских родов были члены семьи и старшие придворные, чтобы исключить возможность подмены; Августа же вместо спокойных родов в кругу приближённых вынуждена была ездить полтора часа в дребезжащей карете пока шли схватки. В компании двух дочерей и лорда Херви Каролина помчалась в Сент-Джеймсский дворец, куда увёз жену Фредерик и где королева с облегчением обнаружила, что Августа родила «слабую, некрасивую маленькую мышку» вместо «большого, здорового, тучного мальчика»; то, каким родился ребёнок, исключило возможность подмены. Обстоятельства рождения девочки усугубили отчуждение между матерью и сыном. Согласно лорду Херви, Каролина однажды заметила, увидев Фредерика: «Смотри, вот он идёт — этот негодяй! — этот злодей! — я желаю, чтобы земля тут же разверзлась и утащила этого монстра до самых глубин ада!»
В последние годы жизни Каролину беспокоила подагра в ногах, но более серьёзно королева страдала от пупочной грыжи, образовавшейся после рождения в 1724 году последнего ребёнка. 9 ноября 1737 года Каролина почувствовала сильную боль, после чего слегла в постель. В её утробе произошёл разрыв, в следующие несколько дней у королевы открылось кровотечение и ей была проведена операция без анестезии, но улучшение так и не наступило. Король отказал Фредерику, когда тот попросил пропустить его к матери, чему сама Каролина подчинилась; она отправила сыну послание через Уолпола, в котором сообщила, что прощает его. На смертном одре Каролина попросила своего мужа жениться вновь после её смерти, на что тот ответил, что не сделает этого и что для удовлетворения его потребностей у него есть любовницы; королева заметила, что любовницы не помешают новому браку, как и брак не помешает наличию любовниц. 17 ноября её пережатый кишечник лопнул, и три дня спустя Каролина умерла в Сент-Джеймсском дворце.
Королева была похоронена в Вестминстерском аббатстве 17 декабря. Фредерик на похороны матери приглашён не был. По случаю смерти и похорон Каролины Гендель написал реквием. Король приказал сделать для себя и королевы одинаковые гробы со съёмными бортами, чтобы когда Георг последует за Каролиной, что произошло 23 года спустя, они могли покоиться вместе.

## Наследие и память

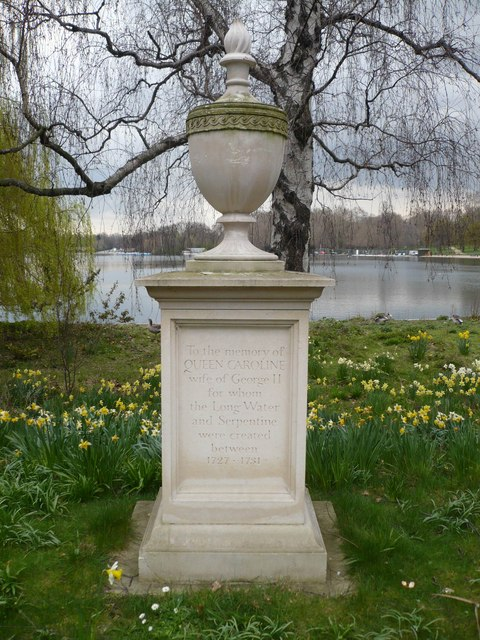
Мемориал Каролины в Гайд-парке, созданный по её просьбе

Каролину оплакивали многие. Протестанты хвалили королеву за моральный пример, а якобиты признали её сострадательность и её помощь в деле помилования для их сторонников. При жизни её отказ эрцгерцогу Карлу охарактеризовал её как стойкую приверженку протестантизма. Джон Гей писал о ней в A Letter to A Lady в 1714 году:
Пышность титулов легко может веру поколебать,

Она бы презрела империю ради религии:

Для этого ей на земле британская корона дана

И бессмертный венец ждёт на небесах
The pomp of titles easy faith might shake,

She scorn’d an empire for religion’s sake:

For this, on earth, the British crown is giv’n,

And an immortal crown decreed in heav’n.
И общество и двор признавали огромное влияние, которое Каролина оказывала на короля Георга II. В этот период появился сатирический стих:
Ты можешь ходить с напыщенным видом, щёголь Георг,

но пике все будут напрасны,

Все мы знаем: это королева Каролина, не ты, царствует —

Ты правишь не больше, чем дон испанский Филипп.

И если ты захочешь, чтобы мы пали ниц и поклонялись тебе,

Запри свою полную супругу, как этот сделал до тебя твой отец.
You may strut, dapper George, but 'twill all be in vain,

We all know 'tis Queen Caroline, not you, that reign -

You govern no more than Don Philip of Spain.

Then if you would have us fall down and adore you,

Lock up your fat spouse, as your dad did before you.
В мемуарах XVIII века, в частности в трудах лорда Херви, упор делается на управляемость Георга II королевой и Уолполом. Биограф Питер Куиннелл писал, что Херви был «летописцем этой замечательной коалиции» и королева была «героиней» Херви. Историки и биографы XIX—XX веков отводили Каролине роль главной помощницы в создании дома Ганноверов в Великобритании. Аркелл писала: «своей проницательностью и гениальностью [Каролина] обеспечила укоренение династии в Англии»; Уилкинс писал о ней: «великодушная и величественная личность, её возвышенные идеалы и целомудренная жизнь сделали многое для противодействия непопулярности её мужа и свёкра и искупили грубость начала Георгианской эпохи».
За её поддержку во время своей английской ссылки в 1726—1729 годах Вольтер посвятил Каролине свою «Генриаду». Каролина считалась также покровительницей композитора Генделя, ей посвящена его «Музыка на воде».
В «Эдинбургской темнице» Вальтера Скотта главная героиня Джини Динс совершает путешествие из Шотландии в Лондон, получает аудиенцию у королевы-регентши Каролины и добивается помилования своей сестры Эффи, осуждённой за убийство новорождённого младенца; этот эпизод, как предполагается, оказал влияние на заключительную сцену пушкинской «Капитанской дочки», где Мария Миронова также пробивается к Екатерине II и просит о помиловании Гринева. Вальтер Скотт дал высокую оценку королеве Каролине: «Со времён Маргариты Анжуйской ни одна супруга короля не играла такой роли в политических делах Англии… Хотя он [Георг II] ревностно делал вид, что поступает по своей воле и желанию, на самом деле благоразумно следовал во всём указаниям своей более способной супруги».
История Каролины описывается в историческом романе «Королева в ожидании» Джин Плейди. Также Каролина является одним из основных персонажей «Барочного цикла» Нила Стивенсона: история охватывает период с детства Каролины и до получения ею титула принцессы Уэльской; принцесса показана одарённой, образованной, смелой и немного авантюристичной особой.
В честь Каролины назван округ в британской колонии Виргиния.

## Герб и титулование

### Герб
Герб Каролины основан на гербе её мужа, объединённом с гербом её отца. Щит увенчан короной святого Эдуарда. Щитодержатели: золотой, вооружённый червленью и коронованный такой же короной леопард [восстающий лев настороже] и серебряный, вооружённый золотом единорог, увенчанный наподобие ошейника золотой короной, с прикрепленной к ней цепью..
Щит разделён надвое: справа — английский королевский герб (начетверо: в первой части совмещение бок о бок: справа в червлёном поле — три золотых вооружённых лазурью леопарда [идущих льва настороже], один над другим [Англия]; слева в золотом поле червлёный, вооружённый лазурью восстающий лев, окружённый двойной процветшей и противопроцветшей внутренней каймой [Шотландия]; во второй части — в лазоревом поле три золотых лилии [королевский герб Франции]; в третьей части — в лазоревом поле золотая с серебряными струнами арфа [Ирландия]; в четвёртой части герб курфюрстов Ганновера (в трёхчастном щите червлёный щиток с золотой короной Шарлеманя [отличительный знак казначея Священной Римской империи, должности занимаемой предками короля]: в первой части — два золотых вооружённых лазурью леопарда [идущих льва настороже], один над другим [Брауншвейг]; во второй части — в золотом поле, засеянном червлёными сердцами, лазоревый, вооружённый червленью лев [Люнебург]; в третьей части — в червлёном поле серебряный бегущий конь [Вестфалия])).
Слева — элементы герба Иоганна Фридиха, маркграфа Бранденбург-Ансбахского (щит разделён на 15 частей; в щите расположен щиток герба Бранденбурга [в серебряном поле червлёный орёл, вооружённый золотом]: в первой части надвое — в верхней части червлёное поле с серебряной каймой, в нижней части серебряное поле с червлёной каймой [Магдебург]; во второй части — в серебряном поле чёрный коронованный и вооружённый золотом орёл; в третьей части — в золотом поле червлёный коронованный золотом грифон; в четвёртой и пятой частях — в серебряном поле червлёный некоронованный грифон; в шестой части — в золотом поле чёрный некоронованный грифон; в седьмой и девятой частях — в серебряном поле чёрный некоронованный орёл, вооружённый золотом [Кроссен]; в восьмой части надвое — справа серебряное поле с червлёной каймой, слева червлёное поле с серебряной каймой [Хальберштадт]; в десятой части — в золотом поле с червлёно-серебряной каймой чёрный, вооружённый и коронованный червленью восстающий лев [Нюрнберг]; в одиннадцатой части — в червлёном поле два золотых перекрещённых ключа [Минден]; в двенадцатой части начетверо — в 1-й и 4-й частях серебряное поле, во 2-й и 3-й частях чёрное поле [Гогенцоллерны]; в тринадцатой части — в червлёном поле серебряная фигура; в четырнадцатой части надвое — в верхней части червлёное поле, в нижней части серебряное поле; в пятнадцатой части — червлёное поле [знак курфюршества].

### Титулы
- 1683—1705: Её Светлейшее Высочество принцесса Каролина Банденбуг-Ансбахская[144];
- 1705—1714: Её Светлейшее Высочество курпринцесса Ганновера[145];
- 1714—1727: Её Королевское Высочество принцесса Уэльская;
- 1727—1737: Её Величество королева[146].

## Потомки

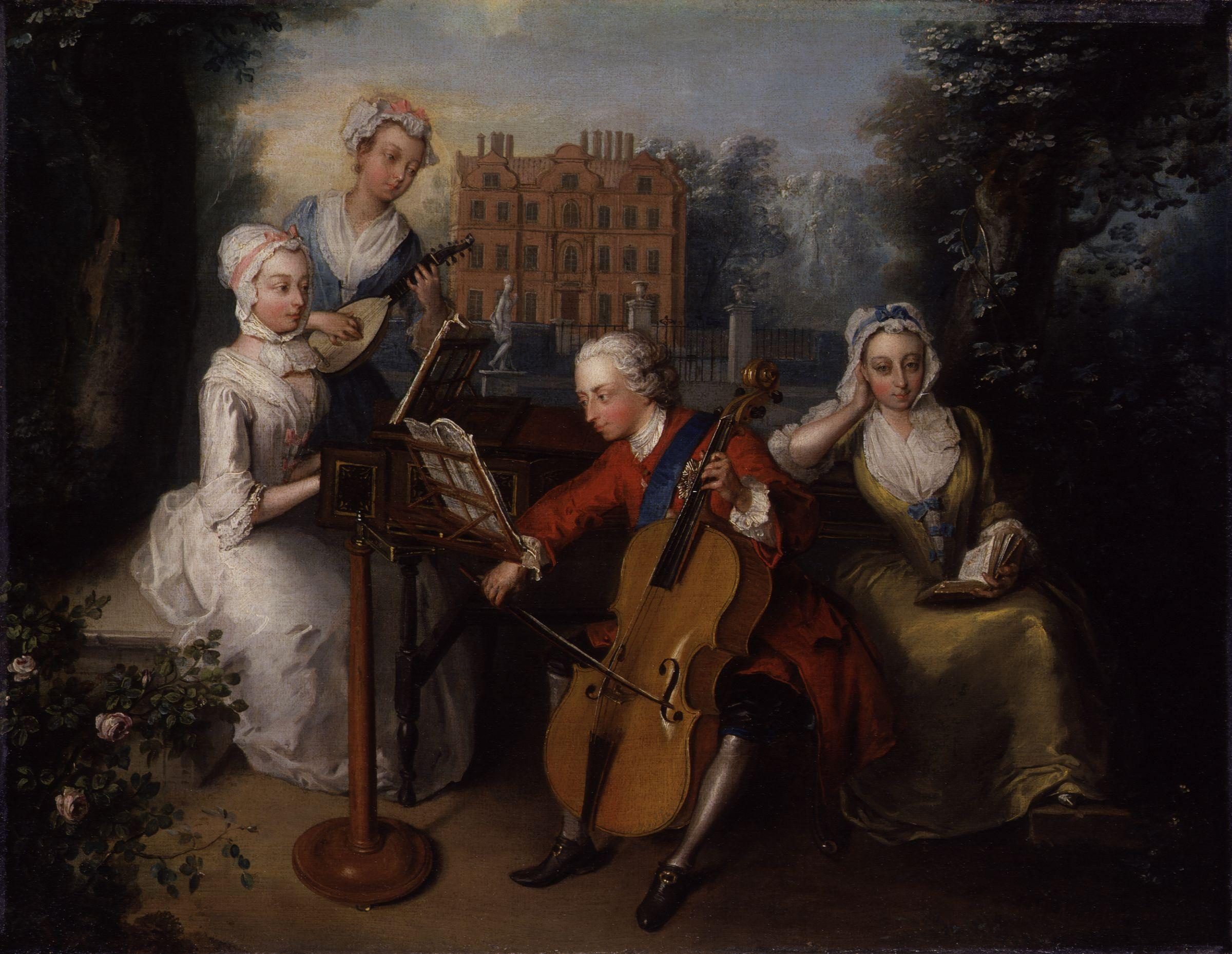
Фридрих Людвиг в окружении сестёр Анны, Каролины и Амелии

Десять беременностей Каролины окончились рождением восьми живых и одного мёртвого ребёнка. Один ребёнок умер в младенчестве, семеро достигли зрелого возраста:
- Фредерик Луис (1707—1751) — герцог Эдинбургский, позже принц Уэльский; был женат на Августе Саксен-Готской, младшей дочери герцога Саксен-Гота-Альтенбургского Фридриха II и Магдалены Августы Ангальт-Цербстской; в браке родилось девять детей, среди которых будущий король Георг III и королева-консорт Дании и Норвегии Каролина Матильда[35][148];
- Анна (1709—1759) — Королевская принцесса[78]; была замужем за Вильгельмом IV Оранским, первым наследственным штатгальтером Нидерландов; в браке родилось пятеро детей, из которых только двое достигли зрелого возраста — Каролина и Вильгельм[149][150];
- Амелия София (1711—1786) — замужем не была, детей не имела, хотя существует версия, что Амелия могла быть матерью композитора Самюэля Арнольда, через связь с простолюдином по имени Томас Арнольд[151][152];
- Каролина Елизавета (1713—1757) — замужем не была, детей не имела[153][154];
- Мертворождённый сын (1716)[55];
- Георг Уильям (1717—1718)[64];
- Выкидыш (1718)[65][66];
- Уильям Август (1721—1765) — герцог Камберлендский; женат не был, детей не имел[155];
- Мария (1723—1772) — была замужем за ландграфом Гессен-Касселя Фридрихом II, от которого родила четверых сыновей, трое из которых пережили младенчество — Вильгельм, Карл и Фридрих[156][157];
- Луиза (1724—1751) — была замужем за королём Дании и Норвегии Фредериком V, от которого родила пятерых детей, из которых только старший, Кристиан, умер в младенчестве[158].